# Mimandria recognita
Mimandria recognita là một loài bướm đêm trong họ Geometridae.